# New York Knicks 1960-1961
La stagione 1960-61 dei New York Knicks fu la 15ª nella NBA per la franchigia.
I New York Knicks arrivarono quarti nella Eastern Division con un record di 21-58, non qualificandosi per i play-off.

## Roster
| N° | Naz.                   | Ruolo | Sportivo       | Anno | Alt. | Peso |
| -- | ---------------------- | ----- | -------------- | ---- | ---- | ---- |
| 3  | Stati Uniti (bandiera) | G     | Phil Rollins   | 1934 | 188  | 84   |
| 4  | Stati Uniti (bandiera) | GA    | Carl Braun     | 1927 | 196  | 82   |
| 5  | Stati Uniti (bandiera) | G     | Jack George    | 1928 | 188  | 86   |
| 6  | Stati Uniti (bandiera) | AC    | Willie Naulls  | 1934 | 198  | 102  |
| 7  | Stati Uniti (bandiera) | G     | Bob McNeill    | 1938 | 185  | 77   |
| 8  | Stati Uniti (bandiera) | A     | Mike Farmer    | 1936 | 201  | 95   |
| 8  | Stati Uniti (bandiera) | AC    | Phil Jordon    | 1933 | 208  | 93   |
| 9  | Stati Uniti (bandiera) | G     | Richie Guerin  | 1932 | 193  | 88   |
| 10 | Stati Uniti (bandiera) | A     | Dave Budd      | 1938 | 198  | 93   |
| 11 | Stati Uniti (bandiera) | AC    | Johnny Green   | 1933 | 196  | 91   |
| 12 | Stati Uniti (bandiera) | A     | Ken Sears      | 1933 | 206  | 90   |
| 14 | Stati Uniti (bandiera) | AC    | Charlie Tyra   | 1935 | 203  | 104  |
| 15 | Stati Uniti (bandiera) | G     | Whitey Bell    | 1932 | 183  | 82   |
| 17 | Stati Uniti (bandiera) | GA    | Dick Garmaker  | 1932 | 191  | 91   |
| 18 | Stati Uniti (bandiera) | C     | Darrall Imhoff | 1938 | 208  | 100  |
| 19 | Stati Uniti (bandiera) | AC    | Jim Palmer     | 1933 | 203  | 102  |

## Staff tecnico
- Allenatore: Carl Braun